# Herbály Imre
Herbály Imre (Kunhegyes, 1946. szeptember 8. –) magyar mezőgazdasági gépészmérnök, politikus, országgyűlési képviselő.

## Életpályája

### Iskolái
Az általános iskolát Kunhegyesen, a középiskolát Szolnokon végezte el; 1965-ben érettségizett a Szamuely Tibor Gépipari Technikumban. 1966–1971 között a Gödöllői Agrártudományi Egyetem Mezőgazdasági Gépészmérnöki Karán okleveles mezőgazdasági gépészmérnök lett. 1975–1978 között a Gödöllői Agrártudományi Egyetem posztgraduális hallgatójaként agrárgépész gazdasági szakmérnöki diplomát szerzett. 1985-ben elvégezte a Politikai Főiskolát.

### Pályafutása
1965–1966 között Szabadszálláson sorkatonai szolgálatot teljesített. 1971–1975 között a kunhegyesi Lenin Mgtsz. gépészeti ágazatvezetője, 1975–1980 között műszaki főágazatvezetője, javítási ágazatvezetője és főmérnöke volt. 1987–1996 között a kenderesi Nov. 7. Mgtsz., illetve a Mezőgazdasági Termelő és Szolgáltató Szövetkezet elnöke volt. 1990-től a Termelőszövetkezetek Területi Szövetségének elnökségi tagja. 1990–1992 között a Mezélker Kft. tulajdonosa volt. 1993–1995 között a Cukorrépa-termesztés Térségi
Szövetségének az elnöke volt. 2001 óta a Közép-Tiszai Vidékfejlesztő Alapítvány kuratóriumi elnöke. 2007-től a Tisza-tó Térségi Fejlesztési Tanács elnöke.

### Politikai pályafutása
1969–1989 között az MSZMP tagja volt. 1980–1987 között függetlenített párttitkár volt. 1989-től az MSZP tagja. 1990-ben országgyűlési képviselőjelölt volt. 1994–2010 között országgyűlési képviselő (1994–1998: Jász-Nagykun-Szolnok megye; 1998–2010: Kunhegyes) volt. 1994–1998 között, valamint 2002–2006 között a Mezőgazdasági bizottság tagja, 2006–2010 között alelnöke volt. 1995–2006 között a Jász-Nagykun-Szolnok Megyei Közgyűlés tagja volt. 1998-tól az MSZP Jász-Nagykun-Szolnok megyei elnöke. 1998–2006 között az Idegenforgalmi bizottság tagja volt. 1999–2002 között az Európai integrációs albizottság tagja volt. 2002–2006 között a Jász-Nagykun-Szolnok Megyei Önkormányzat megyei közgyűlésének alelnöke volt. 2002–2006 között az EU-csatlakozási és külkereskedelmi albizottság, valamint a Falusi turizmus albizottság tagja volt. 2006–2010 között az Erdészeti albizottság elnöke volt. 2007-ben az MSZP frakcióvezető-helyettese volt.

## Családja
Szülei: Herbály Imre (1908–1984) és Kollár Mária voltak (1926-?) voltak. 1971-ben házasságot kötött Juhász Rozália Erzsébettel. Két fiuk született: Imre (1979) és András (1980).

## Díjai
- a Mezőgazdaság Kiváló Dolgozója (1977, 1980)
- Szövetkezeti Munkáért kitüntetés (1995)